# 曼哈頓壽險大樓
曼哈頓壽險大廈（英語：Manhattan Life Insurance Building）曾經是美國紐約市早期的一幢摩天大樓。它高达348英尺（106.1米），完成於1894年並於1904年有一次小幅度的擴建。它是世界上第一幢高度超過100米的大楼。它於1930年被拆毀，改建為歐文信託銀行總部大廈。